# 鶴嘴蘚
鶴嘴蘚（学名：Pelekium velatum）为羽蘚科鶴嘴蘚屬下的一个种。

## 扩展阅读
- 維基物種上的相關：鶴嘴蘚